# Campeonato Gaúcho de Futebol de 1920
O Campeonato Gaúcho de Futebol de 1920, foi a segunda edição da competição no Estado do Rio Grande do Sul. Novamente foi repetida a fórmula do ano anterior, fases regionais e finais envolvendo os campeões. A fase final da competição foi toda disputada em Pelotas (em homenagem ao Brasil, primeiro campeão estadual), todos contra todos, em turno único. O campeão foi o Guarany de Bagé.

## Participantes
Para participar do campeonato, o Grêmio, campeão citadino de Porto Alegre, teve de superar o Nacional de São Leopoldo e o Juventude na disputa da primeira região esportiva do Estado. Na primeira partida, o Juventude goleou o Nacional por 4 a 1. No confronto seguinte, Grêmio e Nacional empataram em um tento. No último jogo, o Grêmio bateu o Juventude por três a zero e sagrou-se campeão da primeira região.
Pela segunda região, disputaram Guarany de Bagé, São Paulo de Rio Grande e Ideal de Pelotas, sendo vencedor o clube bageense. Porém, a Liga Pelotense de Foot Ball protestou junto à Federação, argumentando que jogadores do Guarany teriam disputado a "Liga Uruguaya" daquele ano. O recurso pelotense não obteve resultado.
Na terceira região, o único clube filiado à Federação Rio-Grandense de Desportos era o Guarany de Cruz Alta. No final de setembro, a entidade enviou um telegrama ao clube, convidando-o a participar do certame estadual. Porém, o representante do Guarany junto à Federação, Breno Ribeiro, não deu resposta e a terceira região ficou sem representantes.
Antes da definição dos participantes da quarta região, o Grêmio Santanense enviou documentos à Federação que provariam supostas irregularidades na decisão do campeonato de Santana do Livramento. A alegação era a de que o árbitro João Bello encerrou a partida aos 45 minutos do segundo tempo, por não ter seu chamado atendido pelo clube para o início do segundo tempo. O Grêmio Santanense também protestava contra a atuação do jogador Rico De Carlos na equipe do 14 de Julho, por ele ser estrangeiro. Entretanto, a Federação concedeu ganho de causa ao 14 de Julho, que assim pode disputar a vaga da quarta região com o Uruguaiana. No primeiro encontro, empate em três a três. No segundo, o Uruguaiana goleou por cinco a zero e sagrou-se campeão da quarta chave.
| Equipe     | Cidade       | Campeão Regional | Participação | Participação | Participação | Melhor campanha     |
| Equipe     | Cidade       | Campeão Regional | Consec       | Total        | Última       | Melhor campanha     |
| ---------- | ------------ | ---------------- | ------------ | ------------ | ------------ | ------------------- |
| Grêmio     | Porto Alegre | Primeira         | 2ª           | 2ª           | 1919         | Vice-Campeão (1919) |
| Guarany    | Bagé         | Segunda          | 1ª           | 1ª           | —            | —                   |
| Uruguaiana | Uruguaiana   | Quarta           | 1ª           | 1ª           | —            | —                   |

## Tabela

### Fase final
| 16 de novembro de 1920 | Guarany de Bagé | 1 – 0 | Grêmio | Estádio Boca do Lobo, Pelotas      |
|                        | Grecco 18'      |       |        | Árbitro: Antônio Petrucci Sobrinho |

| - Guarany de Bagé: Médici; Avancini e Granja; Olivella, Seixas e Souza Pinto; Argeu, Ruival, Grecco, Índio e Fortunato. - Grêmio: Lara; Py e Costa; Bruno, Dorival e Meneghini; Assumpção, Ramão, Octaviano, Maranghello e Lewis. |

| 19 de novembro de 1920 | Grêmio                     | 3 – 0 | Uruguaiana | Estádio Boca do Lobo, Pelotas      |
|                        | Ramão · Assumpção · Danico |       |            | Árbitro: Antônio Petrucci Sobrinho |

| - Grêmio: Lycerio; Py e Costa; Bruno, Dorival e Meneghini; Assumpção, Ramão, Danico, Maranghello e Lewis. - Uruguaiana: Sánchez; Berriel I e Jango; Gues, Coutinho e Toledo; Salvo, Monassi, Warty, Mosquito e Nenê. |

| 21 de novembro de 1920 | Guarany de Bagé | 1 – 0 | Uruguaiana | Estádio Boca do Lobo, Pelotas      |
|                        | Grecco          |       |            | Árbitro: Antônio Petrucci Sobrinho |

|  | Guarany de Bagé |  | Uruguaiana |  |
|  | --------------- |  | ---------- |  |

| GUARANY DE BAGÉ: |  |             |  |
|                  |  |             |  |
| G                |  | Médici      |  |
| Z                |  | Avancini    |  |
| Z                |  | Granja      |  |
| M                |  | Olivella    |  |
| M                |  | Seixas      |  |
| M                |  | Souza Pinto |  |
| A                |  | Argeu       |  |
| A                |  | Ruival      |  |
| A                |  | Grecco      |  |
| A                |  | Índio       |  |
| A                |  | Fortunato   |  |
| Treinador:       |  |             |  |
|                  |  |             |  |

| URUGUAIANA: |  |           |  |
|             |  |           |  |
|             |  |           |  |
| G           |  | Sánchez   |  |
| Z           |  | Berriel I |  |
| Z           |  | Jango     |  |
| M           |  | Gues      |  |
| M           |  | Coutinho  |  |
| M           |  | Toledo    |  |
| A           |  | Salvo     |  |
| A           |  | Monassi   |  |
| A           |  | Warty     |  |
| A           |  | Mosquito  |  |
| A           |  | Nenê      |  |
| Treinador:  |  |           |  |
|             |  |           |  |

| Classificação – Fase Final                                                                                                  | Classificação – Fase Final | Classificação – Fase Final | Classificação – Fase Final | Classificação – Fase Final | Classificação – Fase Final | Classificação – Fase Final | Classificação – Fase Final | Classificação – Fase Final | Classificação – Fase Final |
| Time | Time                       | PG                         | J                          | V                          | E                          | D                          | GP                         | GC                         | SG                         |
| --- | -------------------------- | -------------------------- | -------------------------- | -------------------------- | -------------------------- | -------------------------- | -------------------------- | -------------------------- | -------------------------- |
| 1 | Guarany de Bagé            | 4                          | 2                          | 2                          | 0                          | 0                          | 2                          | 0                          | 2                          |
| 2 | Grêmio                     | 2                          | 2                          | 1                          | 0                          | 1                          | 3                          | 1                          | 2                          |
| 3 | Uruguaiana                 | 0                          | 2                          | 0                          | 0                          | 2                          | 0                          | 4                          | - 4                        |
| PG - pontos ganhos; J - jogos; V - vitórias; E - empates; D - derrotas; GP - gols pró; GC - gols contra; SG - saldo de gols |                            |                            |                            |                            |                            |                            |                            |                            |                            |

| Campeonato Gaúcho 1920              |
| ----------------------------------- |
| Guarany de Bagé Campeão (1º título) |

## Artilharia
| Número de gols | Jogador                | Clube           |
| -------------- | ---------------------- | --------------- |
| 2 gols         | Grecco                 | Guarany de Bagé |
| 1 gol          | Assumpção Danico Ramão | Grêmio          |